# سفارت کانادا در مکزیکوسیتی
سفارت کانادا در مکزیکوسیتی (به اسپانیایی: Embassy of Canada) یک سفارت در مکزیک است که در مکزیکوسیتی واقع شده‌است.